# Куреинский сельсовет
Куреинский сельсовет — упразднённые административно-территориальная единица и муниципальное образование со статусом сельского поселения в составе Макушинского района Курганской области России в связи с преобразованием района в Макушинский муниципальный округ.  
Административный центр — село Большое Курейное.

## История
В соответствии с Законом Курганской области от 6 июля 2004 года № 419 сельсовет наделён статусом сельского поселения.

## Население
| 1989 | 2002  | 2010 | 2012 | 2013 | 2014 | 2015 |
| ---- | ----- | ---- | ---- | ---- | ---- | ---- |
| 1194 | ↘1081 | ↘742 | ↘691 | ↘638 | ↘603 | ↘558 |
| 2016 | 2017  | 2018 | 2019 | 2020 |      |      |
| ↘533 | ↘529  | ↘510 | ↘479 | ↘457 |      |      |

## Состав сельского поселения
| № | Населённый пункт | Тип населённого пункта       | Население |
| - | ---------------- | ---------------------------- | --------- |
| 1 | Большое Курейное | село, административный центр | ↘546      |
| 2 | Малое Курейное   | деревня                      | ↘55       |
| 3 | Пеган            | деревня                      | ↘81       |
| 4 | Покровка         | деревня                      | ↘22       |
| 5 | Профинтерн       | деревня                      | ↘38       |